# Крис Кристофърсън
Крис Кристофърсън (на английски: Kris Kristofferson) е американски музикант, актьор и автор на песни. 

## Биография
Роден е през 1936 година в Браунсвил. Най-известен е с песните „Me and Bobby McGee“, „Sunday Mornin' Comin' Down“, „Help Me Make It Through the Night“.
Музикалните критици смятат че един от най-успешните периоди на Крис Кристофърсън е участието му в кънтри супергрупата Хайуеймен, където заедно с Уейлън Дженингс, Уили Нелсън и Джони Кеш в краткия но досто плодотворен период от 1985 до 1995 година, успяват да запишат трите и единствени популярни албума за Хайуеймен. Това са албумите „Разбойник“, „Разбойник 2“ и „Пътят продължава вечно“, в които има и няколко авторски парчета на Крис Кристофърсън, останали и до днес популярни в кънтри музиката на САЩ.

## Избрана филмография
| Година | Филм                                  | Оригинално заглавие                 | Роля                           | Режисьор         |
| ------ | ------------------------------------- | ----------------------------------- | ------------------------------ | ---------------- |
| 1973   | Пат Гарет и Били Хлапето              | Pat Garrett and Billy the Kid       | Били Хлапето                   | Сам Пекинпа      |
| 1974   | Донесете ми главата на Алфредо Гарсия | Bring Me the Head of Alfredo Garcia | моторист                       | Сам Пекинпа      |
| 1974   | Алис не живее вече тук                | Alice Doesn't Live Here Anymore     | Дейвид                         | Мартин Скорсезе  |
| 1978   | Конвой                                | Convoy                              | Мартин „Гуменото пате“ Пенуолд | Сам Пекинпа      |
| 1998   | Блейд                                 | Blade                               | Ейбрахам Уистлър               | Стивън Норингтън |
| 2001   | Планетата на маймуните                | Planet of the Apes                  | Каруби                         | Тим Бъртън       |
| 2002   | Блейд 2                               | Blade II                            | Ейбрахам Уистлър               | Гийермо дел Торо |
| 2004   | Силвър Сити                           | Silver City                         | Уес Бентин                     | Джон Сайълс      |
| 2012   | Радостен шум                          | Joyful Noise                        | Бърнард Спароу                 | Тод Граф         |